# Орлин Маринчев
Орлин Христов Маринчев е български офицер, генерал-майор.

## Биография
Роден е на 10 декември 1950 г. в Нови пазар. През 1994 г. е член на ликвидационната комисия на ВТО „Инженерна управление“. На 5 юни 1996 г. е назначен за старши съветник на министъра на отбраната. На 24 февруари 1997 г. е освободен от длъжността старши съветник на министъра на отбраната. На 14 октомври 1998 г. е назначен на длъжността военен представител, представляващ началника на Генералния щаб на българската армия в НАТО и завеждащ служба На 7 юли 2000 г. е освободен от длъжността военен представител, представляващ началника на Генералния щаб на българската армия в НАТО и е назначен за заместник-началник на Генералния щаб по ресурсите. На 6 юни 2002 г. е освободен от длъжността заместник-началник на Генералния щаб на българската армия по ресурсите През 2010 г. е награден с почетен знак „Свети Георги“ – I степен.

## Военни звания
- генерал-майор – 7 юли 2000 (2 звезди)